# Landschaftstunnel Harthe

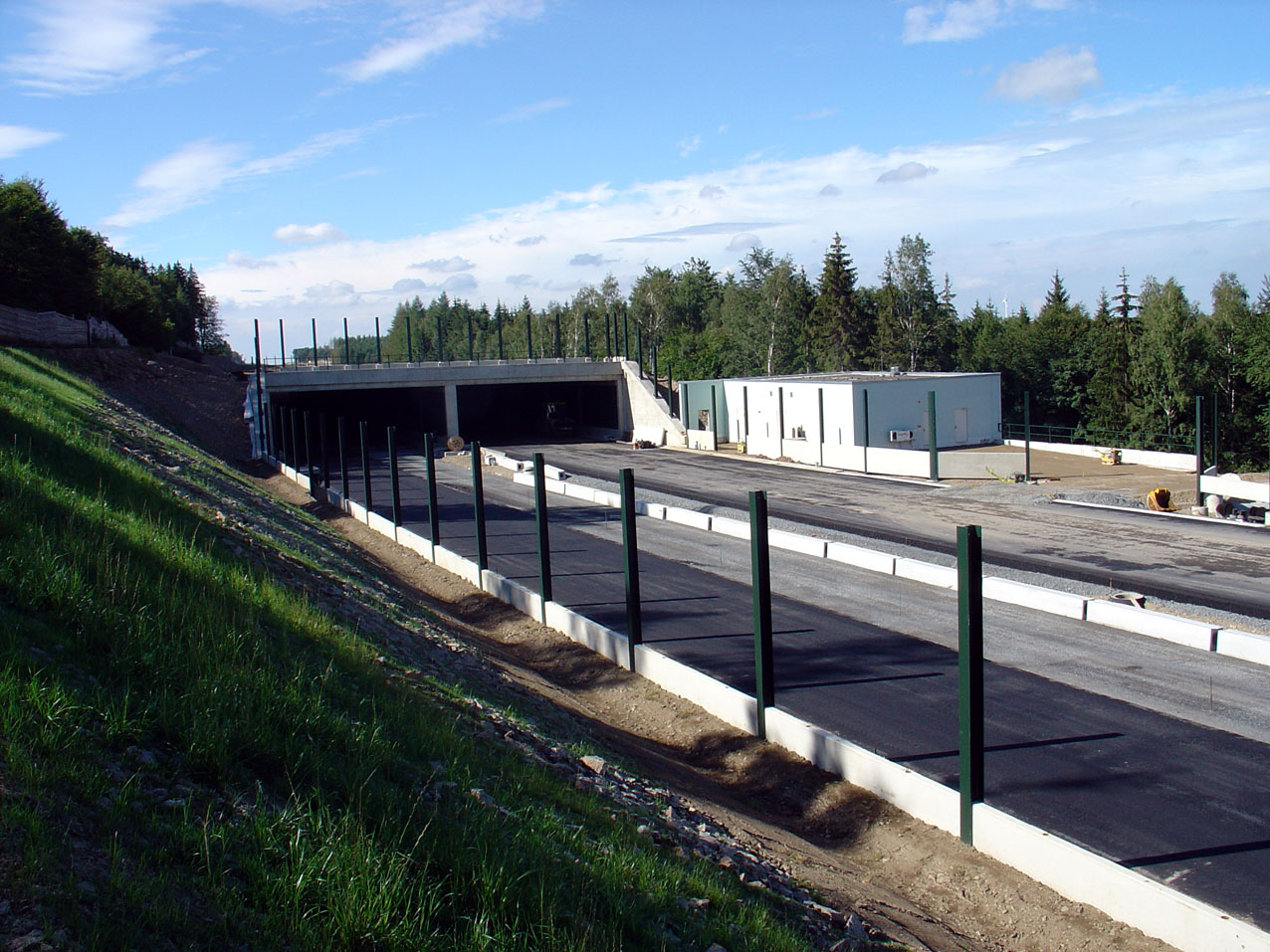
Blickrichtung Nasenbachtalbrücke von der Grenzbrücke aus, im August 2006

Der Landschaftstunnel Harthe ist ein 300 m langes Bauwerk der A 17 und befindet sich im Osterzgebirge in Sachsen. Er wurde zwischen 2004 und 2006 errichtet.

## Lage und Einordnung
Der Tunnel befindet sich in dem gleichnamigen Waldgebiet auf 600 m ü. NN nahe den Orten Breitenau und Liebenau oberhalb der alten Dresden-Teplitzer Poststraße. Gemeinsam mit den benachbarten Nasenbachtalbrücke und der Grenzbrücke über den Schönwalder Bach bildet er den deutschen Teil des Grenzabschnittes zu Tschechien auf der Bundesautobahn 17.
Der Tunnel ist 300 m lang und erstreckt sich von Streckenkilometer 43,950 bis 44,250 der A 17 und liegt damit ca. 2,5 km südlich der ehemaligen gemeinsamen Grenzübergangsstelle Breitenau / Krásný Les (Schönwald), da sich diese nicht am unmittelbaren Grenzverlauf befindet. Die Grenzübergangsstelle wurde 2010 rückgebaut. Der Tunnel befindet sich ca. 1 km nach der Grenze auf deutscher Seite. Die Grenzlinie befindet sich etwa in der Mitte der Grenzbrücke über den Schönwalder Bach. Der Tunnel hat eine lichte Höhe von 4,50 m und eine lichte Breite von 13,50 m.
Er ist einer der drei Landschaftstunnel der A 17. Wie diese wurde der Landschaftstunnel Harthe nicht bergmännisch und auch nur aus ökologischen Gründen errichtet. Er verbindet die Harthe, ein Wald- und Wiesengebiet, welches nahe Fürstenwalde beginnt, mit den Fluren von Breitenau und Kleinliebenau.

## Errichtung
Der Baubeginn war im Frühjahr 2004, fertiggestellt wurde er im Oktober 2006. Die Verkehrsfreigabe des Tunnels erfolgte gemeinsam mit dem gesamten 3. Bauabschnitt der A 17 und des benachbarten Abschnittes der tschechischen Autobahn D 8 am 21. Dezember 2006. Der Tunnel bildet das letzte von deutscher Seite errichtete Bauwerk der A 17.
Der 300 m lange Landschaftstunnel wurde in offener Tunnelbauweise errichtet. Die beiden Röhren haben eine Breite von je 13,6 m und weisen keine besondere technische Ausstattung auf. Das Bauwerk kostete rund 1,2 Millionen Euro und wurde von der Arbeitsgemeinschaft Nasenbachtal, bestehend aus Porr und Hochtief AG, errichtet.

## Zweck
Durch das Bauwerk wird auch nach der Autobahn-Inbetriebnahme der sogenannte Biotopverbund gewährleistet. Ermöglicht wird so ein ebenerdiger Verbindungsweg zwischen den Wald- und Offenlandgebieten am östlichen Erzgebirgskamm. Diese Biotope werden durch die A 17 getrennt, so dass die Artenwanderung nur an Durchlässen und Unterführungen sowie an solchen Bauwerken erfolgen kann. Im Falle des Landschaftstunnel Harthe können Rotwild, Schwarzwild, sonstiges Niederwild sowie andere Arten wie Fledermäuse und niedrig fliegende Vögel die Autobahn überqueren.